# 三光气
三光气（BTC），即双（三氯甲基）碳酸酯，俗称固体光气，化学式为C3Cl6O3。它是无色晶体，有类似光气的气味，主要用作光气的替代品，应用于医药、农药和有机合成等领域中，效果优于液态的双光气。三光气通过碳酸二甲酯和氯气的反应制备。
三光气在130°C左右分解，杂质的存在使该温度降低。常压蒸馏时也会有少量分解，生成光气和双光气（氯甲酸三氯甲酯）。
氯离子存在时，三光气可以安全定量地产生光气，从而解决了光气在反应中无法定量的问题。三光气几乎可发生光气的所有反应，可作氯甲酰化、氯化、羰基化和某些聚合反应的试剂。它可将伯胺转化为异氰酸酯或取代脲类，羧酸转化为酰氯，醇转化为碳酸酯或醛（与硫酸二甲酯），醛肟和酰胺转化为腈，等等。